# Горловой мешок

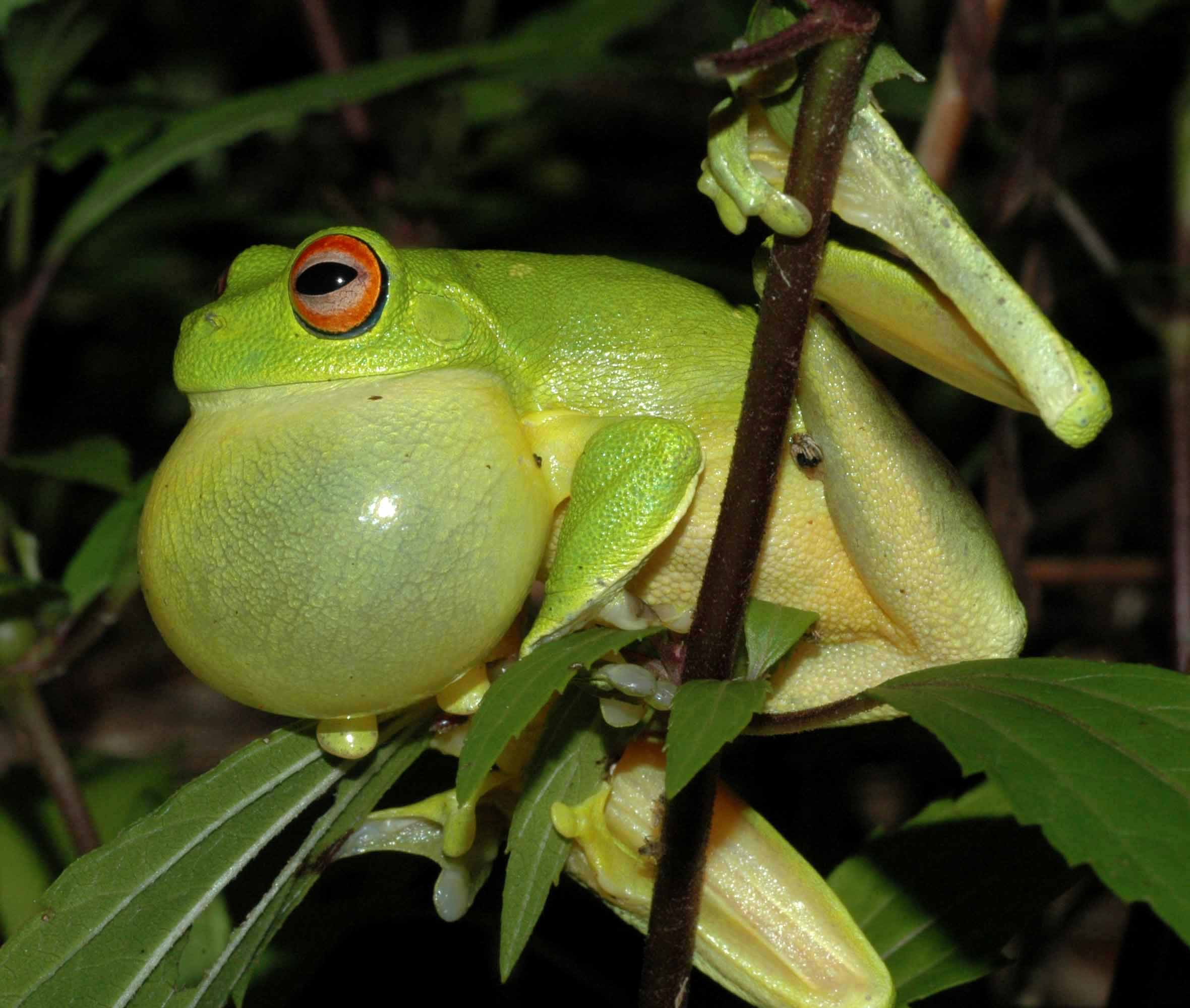
Самец красноглазой литории

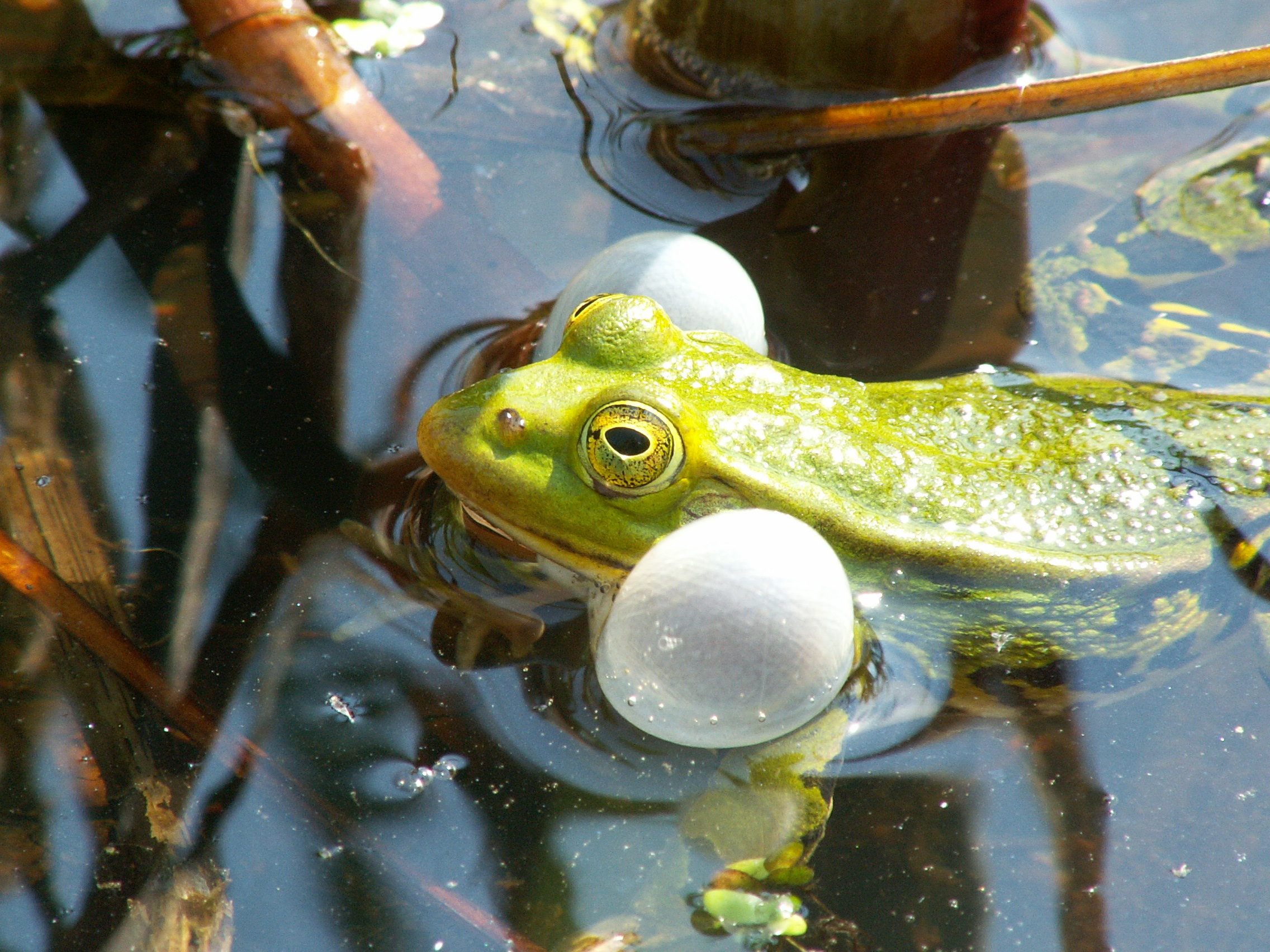
Самец прудовой (зелёной) лягушки

Горловой мешок — мешкообразный или баллонообразный пузырь из кожи, образующийся в основании полости рта лягушек (отряд бесхвостых), при помощи которого самцы во время брачного периода усиливают издаваемые ими призывные звуки, привлекающие самок.
Горловой мешок у самца лягушки играет роль своего рода резонатора-усилителя. Его эластичные стенки состоят внутри из слоя слизистой оболочки, а также кожаного покрова, находящегося в спокойном состоянии в складчатой форме и лежащего между слизистой оболочкой и складчатой кожей мускула основания полости рта Musculus subhyoideus. В организме лягушки существующая замкнутая система, состоящая из «полости рта — гортани — лёгких», производит звук при прохождении воздуха через гортань, и тогда происходит колебание голосовых связок.
Как правило, лягушка имеет один горловой (субгуральный) мешок, который может раздувать до значительных размеров (например, обыкновенная квакша или камышовая жаба). В то же время некоторые виды древесных лягушек, обитающие на Американском континенте, имеют разделённый на две части горловой мешок, а иногда и два горловых (билобатных) мешка. У самцов из рода зелёных лягушек такие звуковые пузыри находятся с двух сторон от рта.
Ряд видов амфибий не имеют горловых мешков, некоторые другие обладают такими внутри организма, и в этих случаях их «брачные призывы» малозвучны (например, у обыкновенной жабы и травяной лягушки). Как правило, это животные, которые для своих брачных игр и выведения потомства используют постоянно одни и те же водоёмы. При этом поиски партнёров при помощи акустических сигналов играют не столь значительную роль. Внутренние звуковые пузыри надуваются у них не столь сильно и в спокойном состоянии не выделяются складками кожи, как выходящие наружу горловые мешки у других видов лягушек.